# Командный чемпионат России по спидвею на льду среди юниоров
Командный чемпионат России по спидвею на льду среди юниоров (КЧРЮ по мотогонкам на льду) — цикл соревнований среди ледовых спидвейных клубов России, в состав которых входят гонщики, не достигшие 21 года.
В период 2006-2009 Чемпионат состоял из нескольких равноценных этапов. С 2010 года действует система, состоящая из полуфинала и финала.

## Медалисты
| Сезон | Финал                            | Чемпион России                         | Серебряный призёр                      | Бронзовый призёр                       |
| 2006  | Стерлитамак Учалы                | Каустик (Стерлитамак)                  | СК им. Г.Кадырова (Уфа)                | СТК Горняк (Учалы)                     |
| 2007  | Стерлитамак Шадринск             | Каустик (Стерлитамак)                  | Мордовия (Саранск)                     | Башкортостан (Уфа)                     |
| 2008  | Стерлитамак Шадринск             | Каустик (Стерлитамак)                  | Мега-Лада (Тольятти)                   | ШААЗ СКА ПУрВО (Шадринск)              |
| 2009  | Уфа                              | Башкортостан (Уфа)                     | Региональный Центр (Каменск-Уральский) | Мега-Лада (Тольятти)                   |
| 2010  | Шадринск                         | Торпедо-ШААЗ СКА ПУрВО (Шадринск)      | Мордовия (Саранск)                     | ШИП СКА ПУрВО (Шадринск)               |
| 2011  | Кумертау                         | Торпедо-ШААЗ СКА ПУрВО (Шадринск)      | Мордовия (Саранск)                     | Региональный Центр (Каменск-Уральский) |
| 2012  | Самара                           | Мордовия-2 (Саранск)                   | Региональный Центр (Каменск-Уральский) | Торпедо-ШААЗ (Шадринск)                |
| 2013  | Каменск-Уральский                | Мега-Лада (Тольятти)                   | Башкортостан ЦТВС им. Г.Кадырова (Уфа) | ЦПТВС (Каменск-Уральский)              |
| 2014  | Каменск-Уральский                | Башкортостан ЦТВС им. Г.Кадырова (Уфа) | Мега-Лада (Тольятти)                   | АМК СГК (Самара)                       |
| 2015  | Каменск-Уральский                | ЦПТВС (Каменск-Уральский)              | Мега-Лада (Тольятти)                   | Башкортостан ЦТВС им. Г.Кадырова (Уфа) |
| 2016  | Каменск-Уральский                | ЦПТВС (Каменск-Уральский)              | Башкортостан ЦТВС им. Г.Кадырова (Уфа) | Каустик (Стерлитамак)                  |
| 2017  | Каменск-Уральский                | Каустик (Стерлитамак)                  | Башкортостан ЦТВС им. Г.Кадырова (Уфа) | ЦТВС (Каменск-Уральский)               |
| 2018  | Каменск-Уральский                | ЦПТВС (Каменск-Уральский)              | Мега-Лада (Тольятти)                   | Башкортостан ЦТВС им. Г.Кадырова (Уфа) |
| 2019  | Тольятти                         | ЦТВС ДОСААФ (Каменск-Уральский)        | Мега-Лада (Тольятти)                   | Башкортостан-ЦТВС (Уфа)                |
| 2020  | Каменск-Уральский Вятские Поляны | ЦТВС ДОСААФ (Каменск-Уральский)        | Башкортостан-ЦТВС (Уфа)                | Мега-Лада (Тольятти)                   |
| 2021  | Шадринск                         | ЦТВС (Уфа)                             | Мега-Лада (Тольятти)                   | ЦТВС ДОСААФ (Каменск-Уральский)        |

## Медальный зачёт
| Позиция | Клуб              | Gold | Silver | Bronze | Всего |
| ------- | ----------------- | ---- | ------ | ------ | ----- |
| 1.      | ЦТВС ДОСААФ       | 5    | 2      | 4      | 11    |
| 2.      | Каустик           | 4    |        | 1      | 5     |
| 3.      | Башкортостан-ЦТВС | 3    | 5      | 4      | 12    |
| 4.      | Торпедо-ШААЗ      | 2    | 1      | 2      | 5     |
| 5.      | Мега-Лада         | 1    | 6      | 2      | 9     |
| 6.      | Мордовия          | 1    | 3      |        | 4     |
| 7.      | СТК Горняк        |      |        | 1      | 1     |
|         | АМК СГК           |      |        | 1      | 1     |

Кроме команд-медалистов, в чемпионате России также выступали команды Пенза, Искра (Кумертау) (позже как Спидвей-Кузбасс-РОСТО и "Сапсан"), Сибирь (Новосибирск), Подмосковье (Луховицы), Амур (Благовещенск), Удмуртия (Ижевск), Прогресс (Глазов), ГБУ СТШ (Тольятти), Сборная УРФО.